# 332. Infanterie-Division (Wehrmacht)
La 332. Infanterie-Division fu una divisione dell'esercito tedesco attiva durante la seconda guerra mondiale che venne creata nel 1940 e fu schierata prima in Francia come forza di occupazione e poi lungo il fronte orientale, dove fu sciolta nel 1943.

## Storia
La divisione fu costituita il 15 novembre 1940, nella zona di Güstrow e dopo la sua creazione, fu trasferita in Bretagna, nel nord della Francia, come forza di occupazione. Dal luglio 1941 fu spostata sulla costa della Manica ed il 21 ottobre 1942 fu riorganizzata in una divisione d'assalto. Nell'aprile 1943 la divisione fu trasferita nell'area di Orël e dal maggio 1943 fu schierata nell'area di Kharkov. Durante l'offensiva tedesca a Kursk, la divisione subì pesanti perdite nella sua avanzata tra Borisovka e Byelgorod e dopo la battaglia di Kursk, nel 1943, fu quasi distrutta ed i suoi resti furono integrati nella 255. Infanterie-Division nell'agosto 1943 e formarono anche il Grenadier-Regiment 676 della 57. Infanterie-Division. La divisione fu formalmente sciolta il 3 settembre 1943.

## Ordine di battaglia
- Infanterie-Regiment 676
- Infanterie-Regiment 677
- Infanterie-Regiment 678
- Artillerie-Regiment 332
- Pionier-Bataillon 332
- Feldersatz-Bataillon 332
- Radfahr-Abteilung 332
- Panzerjäger-Abteilung 332
- Divisions-Nachrichten-Abteilung 332
- Divisions-Nachschubführer 332[1]

## Comandanti
- Generalleutnant Heinrich Recke (14 novembre 1940 - 6 agosto 1941)
- Generalleutnant Hans Kessel (6 agosto 1941 - 17 dicembre 1942)
- General der Infanterie Walter Melzer (17 dicembre 1942 - 1º gennaio 1943)
- Generalleutnant Hans Schäfer (1º gennaio 1943 - 5 giugno 1943)
- Generalmajor Adolf Trowitz (5 giugno 1943 - agosto 1943)[1]